# Ngày Cựu chiến binh Chiến tranh Việt Nam Quốc gia

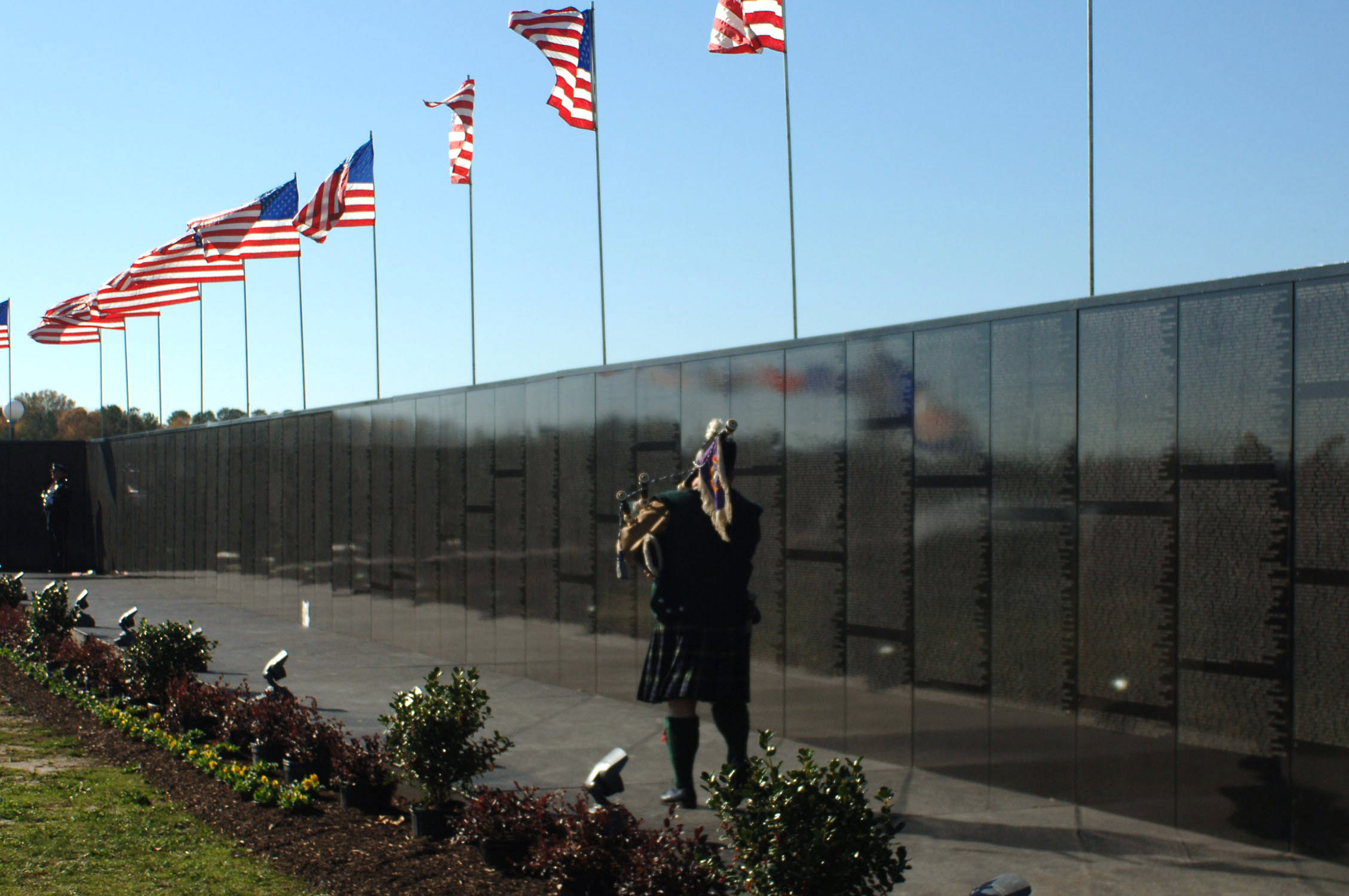
Đài tưởng niệm Chiến tranh Việt Nam

Ngày Cựu chiến binh Chiến tranh Việt Nam Quốc gia (tiếng Anh: National Vietnam War Veterans Day) được tổ chức hàng năm vào ngày 29 tháng 3 tại Hoa Kỳ. Đây là ngày lễ kỷ niệm quốc gia nhằm công nhận cựu chiến binh từng phục vụ trong quân đội Mỹ dưới thời chiến tranh Việt Nam.

## Lịch sử
Ngày 29 tháng 3 được chọn là Ngày Cựu chiến binh Chiến tranh Việt Nam Quốc gia vì vào ngày 29 tháng 3 năm 1973, Bộ Tư lệnh Viện trợ Quân sự Mỹ tại Việt Nam (MACV) bị giải tán và những người lính Mỹ tham chiến cuối cùng đã rời khỏi Việt Nam Cộng hòa.
Ngày 29 tháng 3 năm 2012, Tổng thống Barack Obama đã tuyên bố ngày 29 tháng 3 năm 2012 là Ngày Cựu chiến binh Việt Nam. Tuyên bố này kêu gọi "tất cả người dân Mỹ hãy cử hành ngày này với các chương trình, nghi lễ và hoạt động thích hợp nhằm kỷ niệm 50 năm chiến tranh Việt Nam".
Ngày 26 tháng 12 năm 2016, Liên minh Ngày Cựu chiến binh Việt Nam của Hội đồng các Tiểu bang Mỹ bèn trình một lá thư lên Tổng thống đắc cử Donald Trump và lãnh đạo Quốc hội nêu rõ lịch sử và mốc thời gian xác lập ngày 29 tháng 3 là Ngày Cựu chiến binh Việt Nam và đề nghị đây là một trong những đạo luật đầu tiên được thông qua và ký thành luật trong Quốc hội khóa 115.
Ngày 28 tháng 3 năm 2017, Tổng thống Trump đã ký Đạo luật Công nhận Cựu chiến binh Chiến tranh Việt Nam năm 2017. Đạo luật này chính thức công nhận ngày 29 tháng 3 là Ngày Cựu chiến binh Chiến tranh Việt Nam. Đạo luật này cũng bao gồm cả ngày trong số những ngày mà quốc kỳ Mỹ được đem ra trưng bày một cách đặc biệt.